# Elevenkuti András
Elevenkuti András, névváltozat: Elvencuti (Bélád, 1626. november 30. – Győr, 1692. május 15.) magyar bölcseleti doktor, jezsuita rendi áldozópap és tanár.

## Élete
17 éves korában lépett a rendbe, mire a felsőbb osztályokban tanított és később a Nagyszombati Egyetemen több évig a nemes ifjak és kispapok konvictusának és Sz. Adalbert szemináriumának igazgatója volt.

## Művei
- Sophia in Aquila Gentilitia advmbrata, et Illustr. Dno, Dno Comiti Casparo Szecsi de Rima-Szecs… Cum in Alma Arhiepiscopali Universitate Tyrnaviensi prima in Philosophia Lavrea insigniretur… Oblata a Spectabili, Magnifica, Nobili, ac Ingenua Sacra Pöeseos Facultate Mense Majo Die 10. Anno. 1663. Tyrnaviae
- Fascicvlvs epigrammatvm..., 1663. Tyrnaviae

Kéziratban: Selectioraquaedam a Jure Canonico et Conscientiae quaestionibus praelo dignissima, sumtum offerente clarissimo quodam Hungariae Praesvle.